# Figline Vegliaturo
Figline Vegliaturo ist eine Gemeinde mit 1106 Einwohnern (Stand 31. Dezember 2023) in der Provinz Cosenza in Kalabrien.
Das Gebiet der Gemeinde liegt auf einer Höhe von 705 m über dem Meeresspiegel und umfasst eine Fläche von 4 km². Figline Vegliaturo liegt etwa 13 km südöstlich von Cosenza.  Die Nachbargemeinden sind Aprigliano, Cellara, Mangone, Paterno Calabro und Piane Crati. Der Ort hat eine Haltestelle mit dem Namen Figline-Cellara an der Bahnstrecke Cosenza–Catanzaro.

## Persönlichkeiten
Der Sänger Rocco Granata wurde am 16. August 1938 in Figline Vegliaturo geboren.